# Otakar Bas
Otakar Bas (21. března 1879 Hradec Králové – 18. března 1939 Praha) byl český a československý právník, politik a senátor Národního shromáždění ČSR za Československou živnostensko-obchodnickou stranu středostavovskou.

## Biografie
Vystudoval práva na Univerzitě Karlově v Praze. Zpočátku působil ve státních službách, pak v soukromé kanceláři ministra předlitavské vlády Bedřicha Pacáka v Kutné Hoře. Od roku 1908 provozoval samostatnou advokátní kancelář. Byl obhájcem v procesu s českými antimilitaristy v roce 1910 a během první světové války obhajoval klienty před vojenskými soudy. Před válkou se v letech 1899–1908 angažoval v České straně radikálně pokrokové, v letech 1908–1919 v České straně státoprávně pokrokové. Přispíval do listu Samostatnost. Po roce 1918 přešel do živnostenské strany. Přispíval do jejích periodik Reforma a Národní střed. Od roku 1928 byl členem Českého zemského zastupitelstva a od roku 1930 přísedícím zemského výboru.
V parlamentních volbách v roce 1935 získal senátorské křeslo v Národním shromáždění. V senátu setrval do jeho zrušení v roce 1939, přičemž krátce předtím ještě v prosinci 1938 přestoupil do nově vzniklé Strany národní jednoty. Profesí byl zemským přísedicím a advokátem v Praze.
Krátce po okupaci českých zemí v březnu 1939 spáchal sebevraždu.